# Wílton Figueiredo
Wílton Aguiar Figueiredo (født 17. marts 1982) er en brasiliansk tidligere fodboldspiller, der afsluttede sin karriere i Viborg FF i 2014.

## Karriere

### Viborg FF
I oktober 2013 indgik Figueiredo en aftale med den danske Superligaklub Viborg for resten af sæsonen 2013/14. Han kom til klubben på en fri transfer, da han i sommeren 2013 fik sin kontrakt med tyrkiske Gaziantepspor ophævet pga. manglende lønudbetaling. Han debuterede for klubben den 3. november 2013 i en kamp mod AGF, da han afløste Jeppe Grønning efter 66 minutters spil. Debutkampen blev tabt 2-1.
Han forlod klubben den 1. juli 2014, eftersom hans kontrakt udløb. Han spillede i alt 14 kampe for klubben, hvor han scorede ét mål og lavede to assist.